# Riccardo Capellini
Riccardo Capellini (Cremona, 1º marzo 2000) è un calciatore italiano, di ruolo difensore, svincolato.

## Caratteristiche tecniche
È un difensore centrale.

## Carriera
Entra nel settore giovanile della Cremonese nel 2008, all'età di 8 anni. Il 17 giugno 2015 viene tesserato dalla Juventus, che lo aggrega al proprio settore giovanile. Il 22 agosto 2019 passa in prestito alla Pistoiese, in Serie C. Dopo aver trascorso una stagione in Serie C con la formazione riserve della Juventus, il 20 agosto 2021 si trasferisce in Spagna, accordandosi in prestito per una stagione con il Mirandés, in Segunda División. Il 23 giugno 2022 viene ingaggiato dal Benevento. Esordisce in Serie B il 20 agosto contro il Genoa (0-0).

## Statistiche

### Presenze e reti nei club
Statistiche aggiornate al 4 maggio 2025.
| Stagione         | Squadra          | Campionato       | Campionato | Campionato | Coppe nazionali | Coppe nazionali | Coppe nazionali | Coppe continentali | Coppe continentali | Coppe continentali | Altre coppe | Altre coppe | Altre coppe | Totale | Totale |
| Stagione         | Squadra          | Comp             | Pres       | Reti       | Comp            | Pres            | Reti            | Comp               | Pres               | Reti               | Comp        | Pres        | Reti        | Pres   | Reti   |
| ---------------- | ---------------- | ---------------- | ---------- | ---------- | --------------- | --------------- | --------------- | ------------------ | ------------------ | ------------------ | ----------- | ----------- | ----------- | ------ | ------ |
| 2019-2020        | Pistoiese        | C                | 17         | 0          | CI-C            | -               | -               | -                  | -                  | -                  | -           | -           | -           | 17     | 0      |
| 2020-2021        | Juventus U23     | C                | 24         | 0          | -               | -               | -               | -                  | -                  | -                  | -           | -           | -           | 24     | 0      |
| 2021-2022        | Mirandés         | SD               | 22         | 0          | CR              | 3               | 0               | -                  | -                  | -                  | -           | -           | -           | 25     | 0      |
| 2022-2023        | Benevento        | B                | 19         | 1          | CI              | 0               | 0               | -                  | -                  | -                  | -           | -           | -           | 19     | 1      |
| 2023-2024        | Benevento        | C                | 27+6       | 1          | CI-C            | 1               | 0               | -                  | -                  | -                  | -           | -           | -           | 34     | 1      |
| 2024-2025        | Benevento        | C                | 26+1       | 2          | CI-C            | 1               | 0               | -                  | -                  | -                  | -           | -           | -           | 28     | 2      |
| Totale Benevento | Totale Benevento | Totale Benevento | 72+7       | 4          |                 | 2               | 0               |                    | -                  | -                  |             | -           | -           | 81     | 4      |
| Totale carriera  | Totale carriera  | Totale carriera  | 142        | 4          |                 | 5               | 0               |                    | -                  | -                  |             | -           | -           | 147    | 4      |